# Toia calceformis
Toia calceformis är en plattmaskart som beskrevs av Brunet 1973. Toia calceformis ingår i släktet Toia och familjen Cicerinidae. Inga underarter finns listade i Catalogue of Life.